# Clingen
Clingen ist eine Landstadt im Kyffhäuserkreis im nördlichen Thüringen. Sie liegt an der Helbe und bildet mit den Nachbarorten Westgreußen und Greußen eine siedlungsgeografische Einheit mit ungefähr 5400 Einwohnern.

## Geografie
Clingen liegt im Tal der Helbe, die hier in drei Armen verläuft: durch die Stadt die Sächsische Helbe, etwas nördlich davon die Schwarzburger Helbe. Zwischen den beiden Bachläufen verläuft der Steingraben als ursprünglicher Flusslauf. Die Umgebung ist von einer flachwelligen, sehr fruchtbaren, waldarmen Beckenlandschaft, dem Thüringer Becken, geprägt. Zehn Kilometer nördlich verläuft die Hainleite, ein niedriger Mittelgebirgszug.
Clingen ist eine regelmäßige mittelalterliche Stadtanlage, in deren Mittelpunkt der langgestreckte Marktplatz liegt. Später dehnte sich die Stadt nach Norden bis ans Ufer der Helbe aus. Unmittelbar angrenzend liegt die Stadt Greußen helbeabwärts sowie das Dorf Westgreußen helbeaufwärts. Der Name „Clingen“ bedeutet „künstliche Wasserläufe“.

## Geschichte
Clingen wurde erstmals um 900 urkundlich erwähnt und erhielt 1282 das Stadtrecht. Es wuchs aus zwei Ortskernen um zwei Kirchen zusammen. St. Andreas ist nicht mehr vorhanden, St. Gumperti die heutige Stadtkirche. Im 13. Jahrhundert erbaute Fürst Heinrich von Hohnstein in Clingen eine Burg. Sie lag an der Stelle der späteren Domäne und diente als Sitz des Amtmannes. Wassergraben und Mauerrest sind noch vorhanden. 1356 kam Clingen (mit Greußen) an die Grafen von Schwarzburg. 1576 wurde ein Schloss neu erbaut. Bis zum Jahr 1918 gehörte Clingen zur Unterherrschaft des Fürstentums Schwarzburg-Sondershausen.
| Bevölkerungsentwicklung | Bevölkerungsentwicklung | Bevölkerungsentwicklung | Bevölkerungsentwicklung | Bevölkerungsentwicklung | Bevölkerungsentwicklung | Bevölkerungsentwicklung | Bevölkerungsentwicklung | Bevölkerungsentwicklung | Bevölkerungsentwicklung | Bevölkerungsentwicklung | Bevölkerungsentwicklung | Bevölkerungsentwicklung | Bevölkerungsentwicklung | Bevölkerungsentwicklung |
| ----------------------- | ----------------------- | ----------------------- | ----------------------- | ----------------------- | ----------------------- | ----------------------- | ----------------------- | ----------------------- | ----------------------- | ----------------------- | ----------------------- | ----------------------- | ----------------------- | ----------------------- |
| Jahr                    | 1994                    | 1996                    | 1998                    | 2000                    | 2002                    | 2004                    | 2006                    | 2008                    | 2010                    | 2012                    | 2014                    | 2016                    | 2018                    | 2020                    |
| Einwohner               | 1239                    | 1259                    | 1242                    | 1222                    | 1178                    | 1138                    | 1013                    | 1084                    | 1072                    | 1059                    | 1035                    | 1021                    | 1063                    | 1058                    |

jeweils 31. Dezember

Datenquelle: Thüringer Landesamt für Statistik

## Politik
Die Stadt gehört seit 1993 zur Verwaltungsgemeinschaft Greußen.

### Stadtrat
Dem Stadtrat gehören zwölf gewählte ehrenamtliche Bürgerinnen und Bürger an. Die Kommunalwahl am 26. Mai 2024 führte zu folgendem Ergebnis (mit Vergleichszahlen der vorigen Wahl):

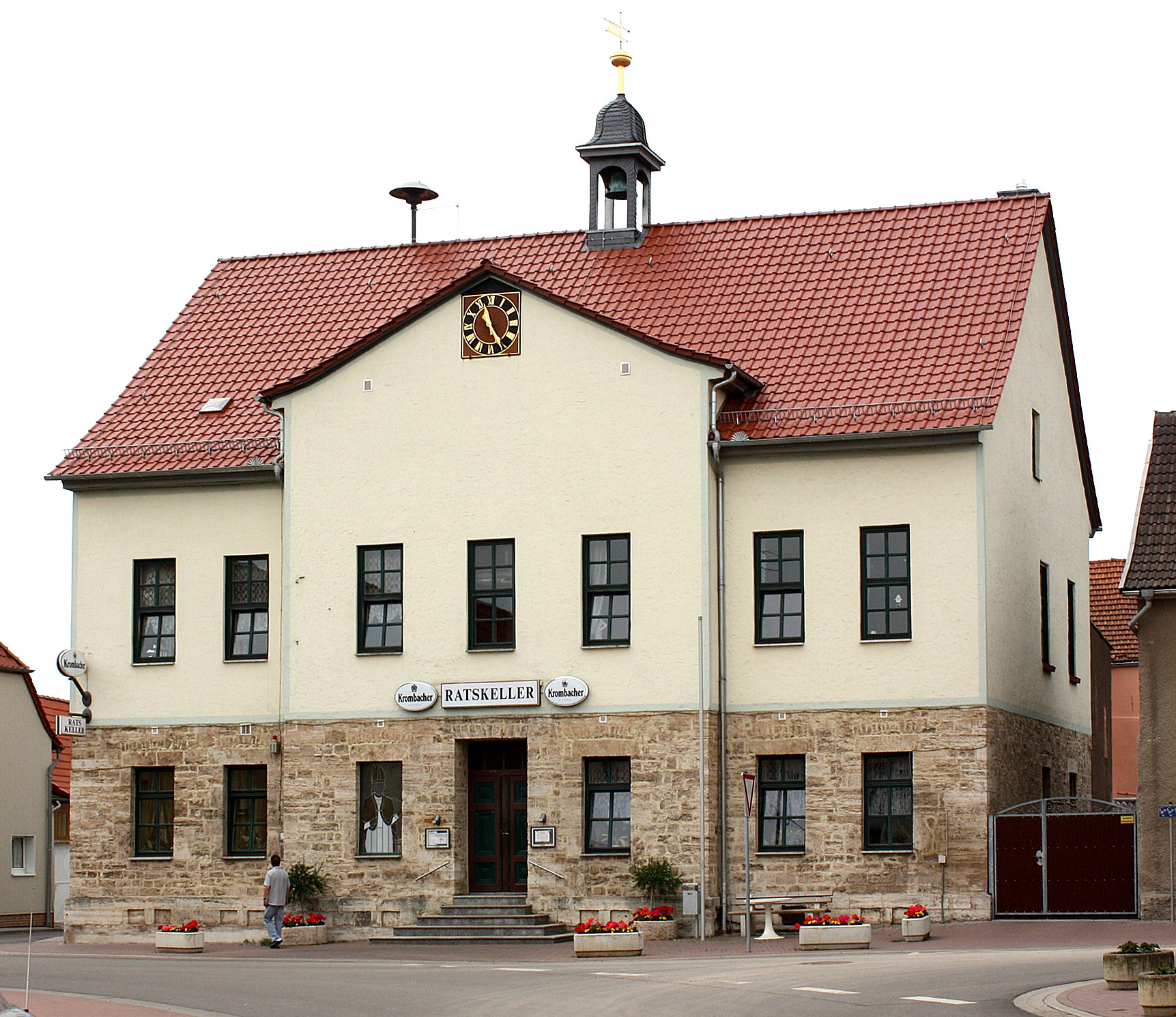
Rathaus Clingen

| Partei / Liste            | Stimmenanteil | Sitze |                 | 2019 |
| CDU                       | 52,1 %        | 7     | 73,3 %, 9 Sitze |      |
| Bündnis für Clingen (BfC) | 47,9 %        | 5     | –               |      |
| Die Linke                 | –             | –     | 17,8 %, 2 Sitze |      |
| NPD                       | –             | –     | 05,6 %, 1 Sitz  |      |
| SPD/GfC                   | –             | –     | 03,3 %, 0 Sitze |      |

### Wappen
Blasonierung: „In Blau ein wachsender Bischof im Ornat. In der Rechten den Krummstab, in der Linken ein Buch haltend.“
Der Bischof ist der heilige Gumbert, der Schutzpatron einer Klosterkirche in Clingen. Wahrscheinlich gelangte dessen Brustbild schon mit der Stadtrechtsverleihung Ende des 13. Jahrhunderts in das Wappen.

## Kultur und Sehenswürdigkeiten

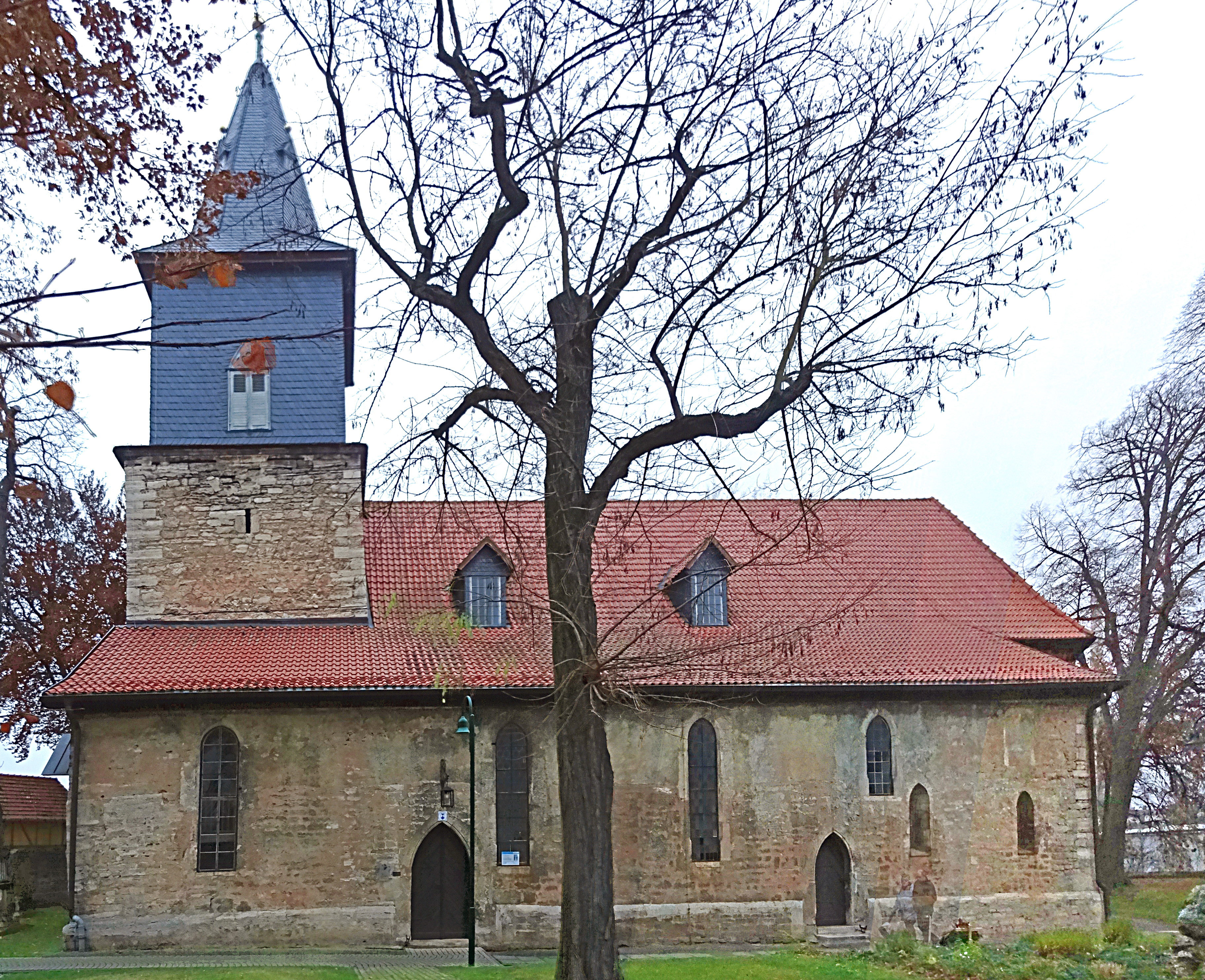
Ortskirche St. Gumberti

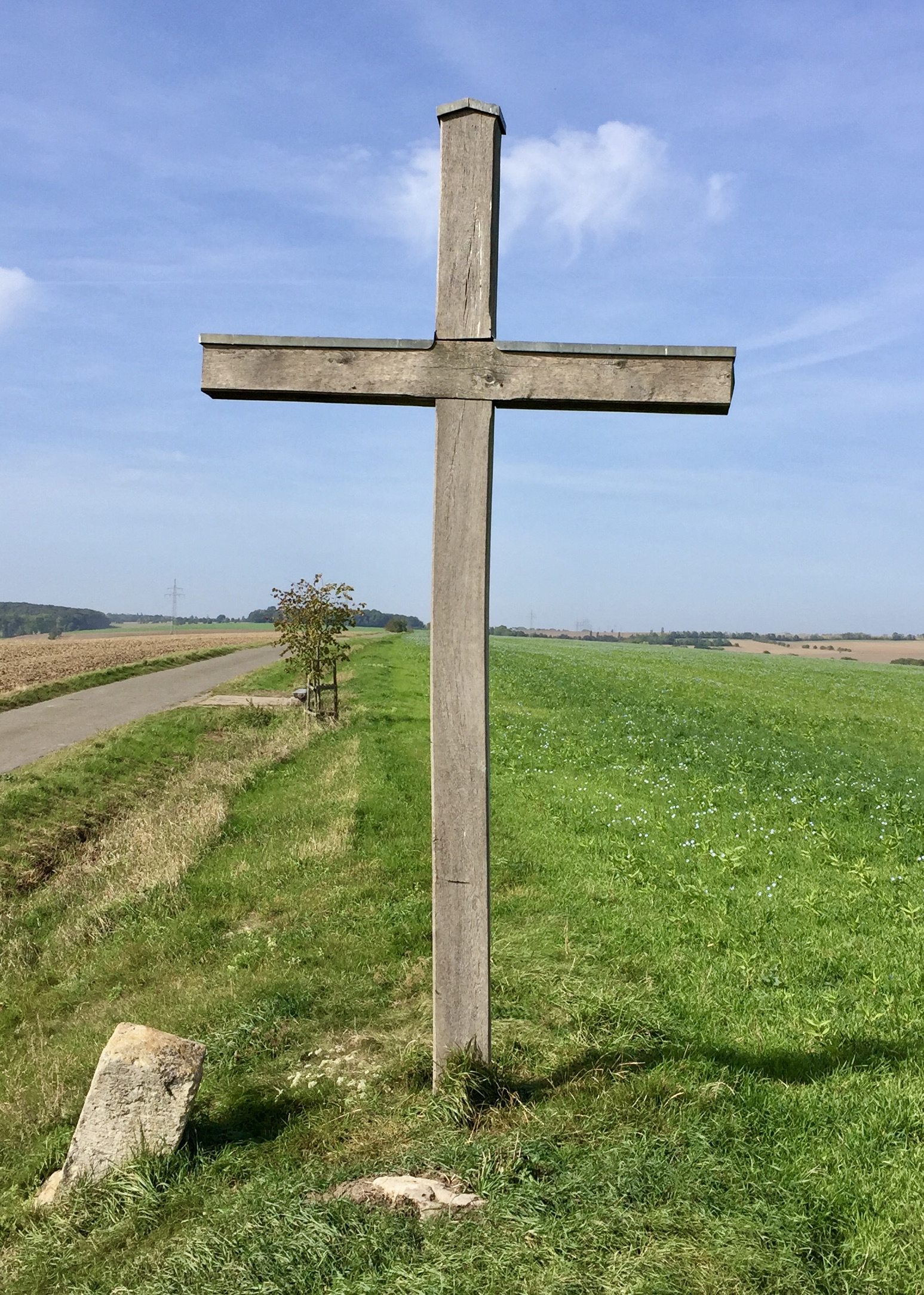
Bonifatiuskreuz am Zengenhöck

### Bauwerke
- Die evangelische Stadtkirche St. Gumberti ist eine dreischiffige Anlage mit Westturm und polygonalem Chor. Der Kern wurde vermutlich Anfang des 13. Jahrhunderts errichtet (eine Überlieferung spricht von 1208). Bei der ursprünglich basilikalen Anlage ist der breite, querrechteckige Turm in die Westfassade einbezogen. Das Obergeschoss mit Spitzhelm wurde 1840 neu aufgeführt. Die Langhauswände weisen eine unregelmäßige Durchgliederung mit spitzbogigen Fenstern auf. An der Ostwand des nördlichen Seitenschiffes befinden sich Maßwerkfenster mit Dreipass aus dem 14. Jahrhundert. Im Inneren sind die flachgedeckten Seitenschiffe durch Spitzbogenarkaden ausgeschieden. Über dem Mittelschiff und dem dreiseitig schließenden Chor befindet sich eine Holztonne mit Stichkappen (vor 1680). Die südliche Chorwand beinhaltet einen Logeneinbau aus dem 17. Jahrhundert. Der Altarraum enthält Glasfenster der Fa. W. Franke (Naumburg), das nördliche Seitenschiff Glasmalerei von Ernst Kraus. Auf dem Friedhof findet man Grabsteine aus dem 18. und der 1. Hälfte des 19. Jahrhunderts, darunter ein Sandsteingrabmal für Georg Ernesti Bachrodt mit Reliefbüsten und Engelsfiguren.[4]
- Domäne, ein Teil des Schlosses von 1576
- Reste der Stadtmauer
- Mehrere stattliche und gut renovierte Fachwerkbauten

### Sonstiges
- Naherholungszentrum Kleine Wartburg (nur ein Modell) mit Minizoo und Spielplatz[5]
- Wallfahrtsstätte Bonifatiuskreuz[6] am Zengenhöck[7], Feldweg nach Rohnstedt

## Wirtschaft und Verkehr
Bis in das 19. Jahrhundert wurde in Clingen Weinbau betrieben. Der Flachsanbau, verbunden mit der Leineweberei behielten bis Mitte des 19. Jahrhunderts die größte Bedeutung für die überwiegend bäuerliche Bevölkerung.
Am 30. Mai 1868 fuhr der erste Zug der neu erbauten Bahnstrecke Sondershausen–Erfurt in den direkt neben Clingen gelegenen Bahnhof von Greußen ein. Der Fahrbetrieb mit Personen- und Güterzügen war zunächst defizitär, selbst mit den Militärtransporten der Jahre 1870 und 1871 konnten nur minimale Gewinne erzielt werden. Der Transport von landwirtschaftlichen Produkten, Ziegeleiwaren und Hausteinen gewann in den späten Jahren des 19. Jahrhunderts an Bedeutung.
Als ein Wilhelm Scheller aus Gröningen bei Halberstadt um 1870 den Domänenhof vom Oberamtmann Lindstedt übernahm, führte er den aus seiner Heimat übernommenen Zuckerrübenanbau in Clingen ein. Die industrielle Verarbeitung konnte mit der im Dezember 1873 eröffneten Zuckerfabrik AG Clingen gleich vor Ort ermöglicht werden, da die benötigten Brennstoffe (Braunkohle) billig per Bahn transportiert werden konnten. Es war der Beginn der Industrialisierung des Ortes.
Clingen war seit Mitte des 19. Jahrhunderts bereits ein Zentrum der Travertinsteinverarbeitung. In unterirdischen Brüchen östlich der Stadt – den sogenannten „Clinger Grotten“ wurden großformatige Steine abgebaut, in Werkstätten nahe dem Bahnhof verarbeitet und als Hausteine (beispielsweise nach Erfurt) verkauft. Einige Steinhauer gestalteten mit geeigneten Bruchsteinen Denkmäler, Einfriedungen und Friedhofsmauern.
Eine gewisse Bekanntheit erhielt der Steingarten mit der „Kleinen Wartburg“ am westlichen Ortsrand. Um die Jahrhundertwende bildete sich auch Dank einer starken Nachfrage in herrschaftlichen Parks und Villen der Umgebung das seltene Handwerk des Grottenbauers heraus.
Heute sind im Gewerbegebiet westlich des Stadtzentrums vorwiegend mittelständische Unternehmen ansässig, unter anderem eine Mälzerei.
Clingen liegt unweit der Bundesstraße 4 von Erfurt nach Nordhausen. Nördlich der Stadt verläuft zudem die Landesstraße Greußen–Großenehrich–Ebeleben. Der Bahnhof Greußen liegt etwa 600 Meter vor dem Welkertor südöstlich von Clingen an der Bahnstrecke Nordhausen–Erfurt.

## Persönlichkeiten

### Söhne und Töchter der Stadt
- Benjamin Christoph Gimmerthal (1769–1837), Oberpfarrer in Greußen
- Rudolf Boese (1839–1912), Landtagsabgeordneter
- Günter Grüner (1942–2016), Landtagsabgeordneter

### Personen, die vor Ort gewirkt haben
- Johann Gottfried Keßler (1754–1830), Berg- und Baurat
- Rudolf Höttermann (1881–1943), Baumeister